# Vaste commissie voor Buitenlandse Zaken
De vaste Tweede Kamercommissie voor Buitenlandse Zaken is een Tweede Kamercommissie belast met zaken met betrekking tot het beleid van de minister en staatssecretaris van Buitenlandse Zaken.
De commissie voert regelmatig overleg met de bewindspersonen op bovengenoemd ministerie (momenteel: minister van Buitenlandse Zaken Caspar Veldkamp (NSC) en minister van Buitenlandse Handel en Ontwikkelingshulp Reinette Klever (PVV).
De Kamercommissie bereidt de begroting voor het departement Buitenlandse Zaken voor, inclusief Ontwikkelingshulp. Deze commissie ontvangt delegaties uit het buitenland en brengt tweemaal per jaar werkbezoeken aan het buitenland.

## Onderwerpen
De commissie houdt zich bezig met:
- de bilaterale betrekkingen van Nederland met andere landen
- de samenwerking van Nederland met internationale organisaties (EU, NAVO, VN)
- internationale veiligheid (denk aan: aanpak terrorisme, wapenexport, wapenbeheersing en beperking van het bezit van kernwapens)
- mensenrechtenbeleid
- internationale rechtsorde (verdragen)
- consulaire zaken (visumbeleid en bijstand aan Nederlandse gevangenen in het buitenland)

### Ontwikkelingssamenwerking
De activiteiten van de commissie hebben betrekking op de relatie tussen Nederland en de 36 partnerlanden. Hierbij gaat het om:
- armoedebestrijding
- goed bestuur
- steun voor onderwijs en gezondheidszorg
- bestrijding van hiv/aids
- versterking van het ondernemersklimaat
- verbetering van de positie van de vrouw
- steun aan particuliere organisaties

Naast deze onderwerpen houdt deze commissie zich bezig met noodhulp en wederopbouwhulp na oorlogen of natuurrampen.